# Kartika Liotard

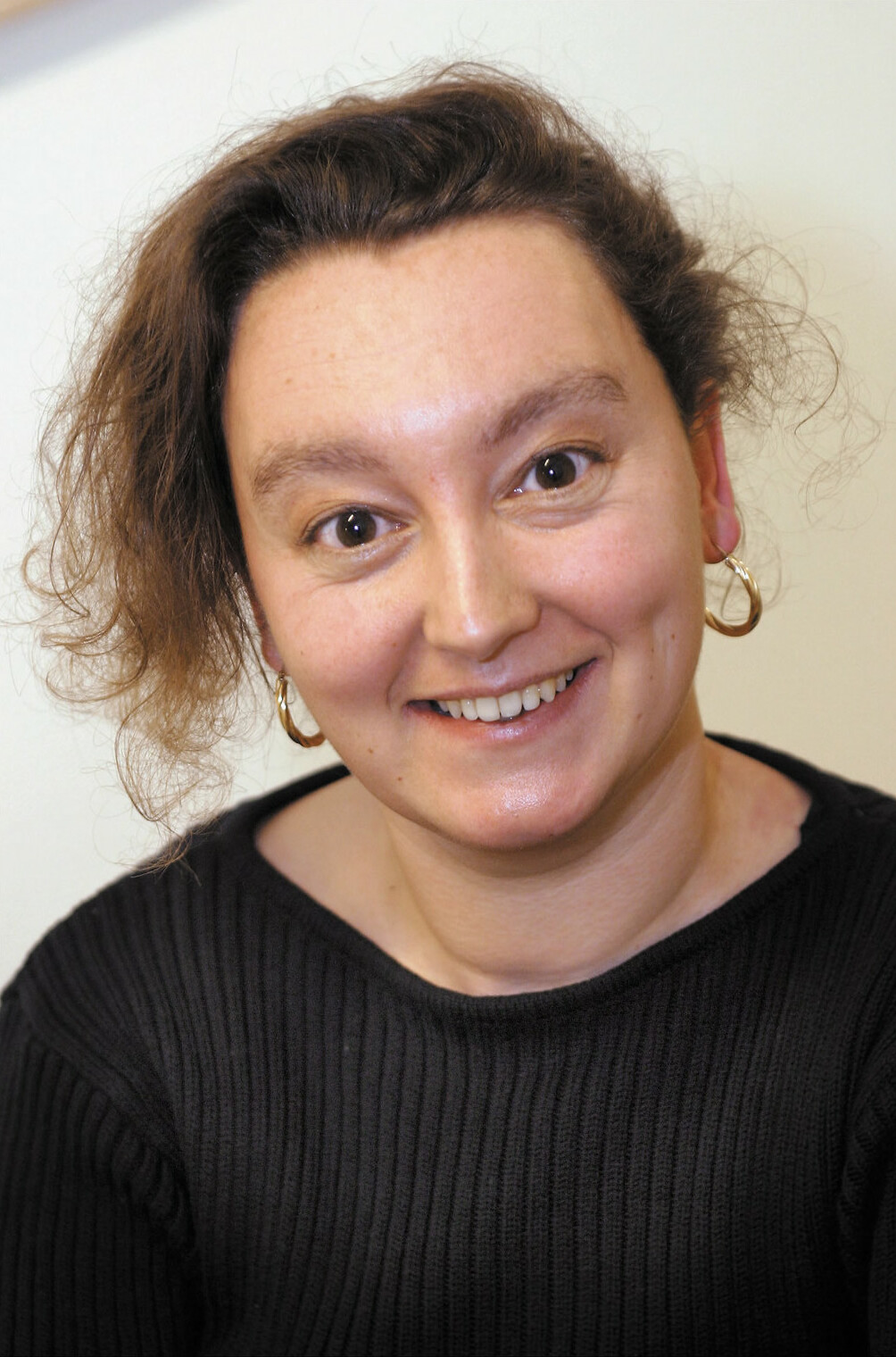
Kartika Liotard (2004)

 Kartika Tamara Liotard  (* 26. Juni 1971 in Voorburg; † 1. August 2020) war eine niederländische Politikerin.

## Leben
Kartika Liotard studierte an der Universität Maastricht Rechtswissenschaft. In der Praxis spezialisierte sie sich zunächst auf das Straf- und Steuerrecht. Es folgte eine Ausbildung zur Mediatorin.

## Politik
Die Juristin Kartika Liotard gehörte von 2004 bis 2014 dem Europäischen Parlament an. Bis Juni 2010 war sie eine von zwei niederländischen Abgeordneten in der Konföderalen Fraktion der Vereinigten Europäischen Linken und stellvertretende Fraktionsvorsitzende.
Nach einem Streit mit dem SP-Parteivorsitzenden Dennis de Jong, unter anderem über die Ressortaufteilung sowie Personal- und Finanzfragen, verließ sie Anfang Juni 2010 die Fraktion und war seitdem unabhängige Abgeordnete.
Im Parlament saß sie im Ausschuss für bürgerliche Freiheiten, Justiz und Inneres und war Mitglied der Delegation für die Beziehungen zu den Maghreb-Ländern und der Union des Arabischen Maghreb (einschließlich Libyen).
Am 7. März 2013 machte Liotard mit einem Entwurf für ein EU-Gesetz, welches Pornografie und erotische Darstellungen in Medien verbieten sollte, Schlagzeilen. Der Antrag wurde abgelehnt.